# Jean Deuve
Jean Charles Deuve (* 6. März 1918 in Granville, Département Manche; † 9. Dezember 2008 ebenda) war ein Nachrichtenoffizier der französischen Armee, Historiker, Schriftsteller und Amateur-Herpetologe. Er verbrachte einen Großteil seines Lebens in Laos und wurde dort zu einem führenden Experten für Schlangen.

## Leben
Deuve wurde als Sohn von François Deuve und Geneviève Le Monnier de Gouville in Granville in der Normandie geboren. Er war das älteste von elf Geschwistern. Bereits als Kind interessierte er sich für die Natur, insbesondere für Vögel und Schlangen. 1936 machte er seinen Abschluss am Lycée Henri IV in Paris und trat anschließend in die École nationale supérieure d’agronomie  ein. Nach der Kriegserklärung im September 1939 wurde er Mitglied in der Reserveoffiziersakademie der Armee in Saint-Maixent-l’École.
Später diente Deuve als Zugführer und wurde während des deutschen Panzerangriffs auf Sedan, der im Mai 1940 nahe der belgischen Grenze stattfand, schwer verwundet. Nach einer längeren Genesungsphase wurde er in das topografische Korps der Armee in Afrika einberufen. Zunächst war er in Niger tätig, wo er ein besonderes Interesse an Schlangen entwickelte, und später in Marokko. Im Jahr 1943 wurde er den französischen Spezialkräften zugeteilt. Zudem wurde Deuve zu den britischen Kommandotruppen in Bengalen unter dem Kommando von Louis Mountbatten, dem Oberbefehlshaber der Alliierten in Südostasien, abkommandiert, wo er die Sprachen Japanisch und Laotisch erlernte.
Im Januar 1945 sprang er mit neun Kameraden mit dem Fallschirm hinter den japanischen Linien im Norden von Laos ab, mit dem Ziel, eine laotische Guerillatruppe zu organisieren und den Widerstand gegen die japanische Armee aufzubauen. Nach der Wiederherstellung der französischen Kontrolle über Laos im Jahr 1946 wurde er 1949 zum Direktor der nationalen Polizei ernannt, nachdem das Land seine Unabhängigkeit erlangt hatte. Im Jahr 1953 übernahm er die Leitung des laotischen Nachrichtendienstes und wurde im darauffolgenden Jahr zum Berater des Premierministers bestellt.
Ab 1945 sammelte er in ganz Laos Schlangen. Von 1949 bis 1964 lebte er mit seiner Familie in der laotischen Hauptstadt Vientiane. Ein Staatsstreich im Jahr 1964 zwang ihn zur Rückkehr nach Frankreich. Von 1965 bis 1969 war er als Militärattaché an der französischen Botschaft in Tokio tätig, wo er zudem die Leitung des französischen Geheimdienstes im Fernen Osten übernahm. Nach seiner Rückkehr nach Frankreich übernahm er die Position des Leiters der Spionageabwehr und schied 1978 im Rang eines Colonels aus der französischen Armee aus. Im Anschluss daran trat er in das Labor für Reptilien und Amphibien am Muséum national d’histoire naturelle ein, mit dem er bereits eine lange informelle Beziehung gepflegt hatte. Er kehrte in seine Heimatstadt Granville zurück, wo er am 9. Dezember 2008 verstarb.
Ab 1961 begann Deuve, umfassende wissenschaftliche Arbeiten über die Säugetiere und Schlangen von Laos zu veröffentlichen. Die Mehrheit seiner Publikationen zu Säugetieren entstand in Zusammenarbeit mit seinem Bruder, einem Ingenieur, der nach Laos gekommen war, um Kohlebergbau zu betreiben. 1972 veröffentlichte Deuve ein Werk mit dem Titel Les Mammiféres du Laos. Insgesamt verfasste er zwischen 1961 und 1990 18 Titel über Schlangen, wobei der Schwerpunkt auf den Taxa von Laos lag. Zu seinen Arbeiten gehören eine kommentierte Liste der Schlangenarten, Anmerkungen zur Kopfstruktur, volkstümliche Namen, sowie die Erstbeschreibung der aquatischen Art Homalopsis nigroventralis. Zudem stellte er Bestimmungsschlüssel zur Identifikation der Arten zur Verfügung.
Sein Hauptwerk Serpents du Laos (1970) umfasst 95 Arten in 39 Gattungen und 8 Familien und enthält Bestimmungsschlüssel, Beschreibungen und Angaben zur Verbreitung. Während seiner Zeit in Tokio veröffentlichte er Abhandlungen über die Säugetiere und Schlangen Japans (beide 1967).
2012 veröffentlichte Christophe Carichon eine Biografie über Jean Deuve.

## Auszeichnungen
Deuve war unter anderen Offizier der Ehrenlegion, Kommandeur des Ordre national du Mérite, Träger des Croix de guerre 1939–1945, Träger der Médaille de la Résistance, Träger der Médaille des blessés de guerre, Träger des Military Cross sowie Kommandeur des Ordens der Million Elefanten und des weißen Schirms (Laos).

## Schriften (Auswahl)
- Serpents du Laos, Orstom, 1970.
- Les mammifères du Laos, Vientiane-Laos, Ministère de l’Éducation nationale, 1972.
- Guillaume le Conquérant (Biographie), 1987
- Les Services Secrets Normands: Le Renseignement au Moyen Age, 1990
- Seigneur de l’Ombre: Les Services Secrets Normands au XII ème siècle, 1995
- L’Épopée des Normands d’Italie, 1995
- La Guerre Secrète au Laos contre les Communistes (1955–1964),1995
- La Guerre des Magiciens: L’Intoxication Alliée (1939–1944), 1995
- La Fondation du Duché de Normandie, 1997
- La Guérilla au Laos, L’Harmattan, 1997
- Trois Glaives pour un Royaume: Les Héritiers de Guillaume le Conquérant, 1997
- Les Opérations Navales Normandes au Moyen Age, 2000
- Histoire des Services de Renseignements des Forces du Laos, 2000
- Histoire de la Police Nationale du Laos (1949–1956), L’Harmattan, 2000
- Les Femmes Normandes dans l’Histoire du Duché, Corlet, 2002
- Mirabelle, agent secret, Corlet, 2002
- Le Royaume du Laos, L’Harmattan, 2003
- Histoire Secrète des Stratagèmes de la Seconde Guerre mondiale, 2008